# Muistapaculo
De muistapaculo (Scytalopus speluncae; synoniem: Scytalopus notorius) is een zangvogel uit de familie der tapaculo's (Rhinocryptidae).

## Verspreiding en leefgebied
Deze vogel komt voor in het zuidoosten van Brazilië van zuidelijk Espírito Santo tot noordelijk Rio Grande do Sul. De natuurlijke habitats zijn subtropische of tropische vochtige bergbossen op een hoogte onder de 2500 meter boven zeeniveau.

## Status
De grootte van de populatie is niet gekwantificeerd maar de soort wordt omschreven als algemeen. Op de Rode lijst van de IUCN heeft deze soort de status niet bedreigd.